# اوسی ریخرت
اوسی ریخرت (انگلیسی: Ossi Reichert؛ ۲۵ دسامبر ۱۹۲۵ – ۱۶ ژوئیه ۲۰۰۶) اسکی‌باز آلپاین اهل آلمان بود.
وی در مسابقات کشوری و بین‌المللی در مجموع برندهٔ ۱ مدال طلا، ۱ مدال نقره شده‌است.